# 枕詞
枕言葉（まくらことば）とは、主として和歌に見られる修辞で、特定の語の前に置いて語調を整えたり、ある種の情緒を添える言葉のこと。序詞とともに『万葉集』の頃から用いられた技法である。

## 概要
まず枕詞の例として『百人一首』から以下の和歌をあげる。
あしひきの　やまどりのをの　しだりをの　ながながしよを　ひとりかもねん—柿本人麻呂
この和歌の冒頭におかれている「あしひきの」が枕詞と呼ばれるものである。枕詞はその多くがこのような五音節で、初めに置かれることが多い。そしてこの「あしひきの」という句は何のためにあるかといえば、その次の「やま」という言葉を導き出すためのものである。すなわちこの「あしひきの」という句があれば、その次はかならず「やま」という言葉が来る約束になっており、見た目には修飾語のような文の形となる。このように枕詞は特定の言葉と結びついた組み合せで成り立っているが、平安時代以降の場合は歌の意味には直接的に関係しないことが多いと一般には解釈されている。なお枕詞は和歌の初句だけではなく、次のように第三句にも置かれる。
さくらばな　さきにけらしも　あしひきの　やまのかひより　みゆるしらくも—紀貫之、『古今和歌集』巻第一・春歌上
枕詞の中には、「飛ぶ鳥の　あすか…」のように、飛鳥と書いて「あすか」と読むことの根拠とされているものもある。
飛鳥の　明日香の里を　置きていなば　君があたりは　見えずかもあらむ—『万葉集』巻第一
「あすか」は「明日香」とも表記されるので、「飛鳥」は枕詞によって表記と訓の関係が定まったものといわれる。
枕詞とそれに結びつく言葉との関係を分類したものについてはいくつもの研究があるが、もっとも大別的な分類をおこなった境田四郎の説によって示せば、
1. 意味関係でかかるもの
2. 音声関係でかかるもの

ということになる。さらに(1)は
- 「朝露の　消（け）やすき命…」のような譬喩的関係（朝の露は消えやすい、その露のようにはかない命）のもの
- 「草枕　旅…」のような形容的なもの（旅は草を枕にするものなので）
- 「野つ鳥　雉…」のような説明的なもの（野の鳥である雉）

に分類でき、(2)は
- 「まそがよ　蘇我の子ら…」のような（そが－そが、という）同音反復の例
- 「かき数ふ　二上山…」というような、「数える」から数字の「二」にかかる掛詞のような用法

に分類できる。きわめて大雑把に示せば、音でかかるものと意味でかかるものの2種類が枕詞には認められることになる。一方「あしひきの」や「ぬばたまの」のように、諸説はあるものの由来のわからない枕詞も多い。これは『万葉集』の時代には既に固定化されていたもので、先例にならって使用され続けたものと考えられている。枕詞は明治時代までのものを収集した福井久蔵の調査によれば、1100種近いものが存在する。
その他の枕詞については、以下の枕詞の例を参照のこと。

## 歴史と起源
枕詞は『万葉集』から現代短歌に至るまで、長きに渡って用いられている。「まくらことば」という語自体は『古今和歌集』の仮名序に見えるが、これは歌枕の意味で使われていると見られる。平安時代末の人物顕昭の著書『古今集序注』には、藤原教長の説として「マクラ詞トハ常詞（つねのことば）也」と記されている。
枕詞は古くは歌枕のひとつとされ（歌枕の項参照）、また「次詞」（藤原清輔『袋草紙』）、「枕言」（今川了俊『落書露見』）、「冠辞」（賀茂真淵『冠辞考』）などとも呼ばれた。枕詞という語が現在の意味で使用されるのは一条兼良『古今憧蒙抄』、清原宣賢『日本書紀抄』など、中世以降の資料に見えるものが早いとされる。
和歌以外では『風土記』などに使用された例がある。『風土記』ではこれらの例を「諺」といっており、枕詞がことわざと同じように、習慣化した、決まり文句という扱いをうけていたことが想像される。語義については、高崎正秀が後に引く折口信夫の師説を援用して「魂の宿る詞章」と説明するが、既にふれたように、「枕詞」という用語自体が中世以降のものであることを考慮すれば、歌の一番初めに来るので、前書きの意味での「枕」に近いものと推測される。
枕詞の起源は明らかではないが、古くは序詞と一組のものと考えられていた。たとえば契沖が「序(詞)ト云モ枕詞ノ長キヲ云ヘリ」（『万葉代匠記』）と説明しているのが代表的な例である。折口信夫も序詞の短縮されたものが枕詞としている。近年では中西進が、序詞と枕詞をいずれも「連合表現」と括って、あまり両者を区別するべきではないと説いている。
しかし、枕詞は『風土記』などにもあるように、歌の修辞が原型でないと思われる節があるのに対して、序詞というのはもっぱら歌の技法である。この点に両者の差異があると考えられる。枕詞の源流については、早くは真淵の『冠辞考』のように、和歌の調子をととのえるものと理解されていた。しかし加納諸平は土地を褒めたたえる詞章が枕詞の原型であろうと考察し（『枕詞考』）、この考えが以降の研究に大きな影響を与えている。とくに近代になって、折口が諺を由来に持ち、祝詞の言葉などと共通性を持つ、呪力を持った特別な言葉（らいふ・いんできす）であり、それが後世になって形骸化していき、だんだんと言語遊戯的なものとなっていったと説明しており、学会では広く支持されている。これは、『風土記』の例が地名にかかって賛美する例がおおいこと、また記紀歌謡などにみえる古い枕詞が土地や神名、あるいは人名など、固有名詞にかかる場合が多く、これらを讃美する表現とみられるためである。これが『万葉集』になると、一般名詞や用言にかかる枕詞も沢山使われるようになり、範囲が増大する。
また柿本人麻呂の時代になると、「天離(あまざか)る　夷(ひな)」というような否定的な意味を持った枕詞（都から遠く離れた異郷の意）もあらわれ、「讃美表現」という元々の枠組みも失われていき、修飾する五音句というふうに移っていく。このような変遷をたどった要因として、漢籍の知識の増加など、いくつもの要因が考えられるが、最大のものは、歌が「歌われるもの」から「書くもの」へと動いていったということが考えられている。つまり、声を出して歌を詠み、一回的に消えていく時代から、歌を書記して推敲していく時代を迎えたことによって、より複雑で、多様な枕詞が生み出されたと考える。これは『万葉集』に書かれた歌を多く残している人麻呂によって新作・改訂された枕詞がきわめて多いということによっても、裏付けられることであろう。
基本的に枕詞の成立に関していえば、折口以来の説というのは折口説を部分修正を施していくものとなっている。沖縄歌謡などに枕詞の源流を求める古橋信孝の研究などは、その代表的なものであるといえる。ただし、一方には『万葉集』における枕詞の実態としては連想や語呂合わせによるものもかなり多いこと、くわえて折口の説明は（文字資料の残らない時代を問題としているためやむを得ないことでもあるが）証拠を得難いことなどを問題として、そもそも枕詞とは言語遊戯（連想や語呂合わせ）とする理解もある。なお、『古今和歌集』以降では意味よりも形式をととのえること、語の転換の面白さに主眼が置かれるようになり、新しい枕詞の創作も漸次減少していく傾向にある。また『万葉集』では「降る」にかかっていた枕詞「いそのかみ」を同音の「古りにし」にかけたり、やはり「天」「夜」「雨」にかかっていた「久方の」を「光」にかけるなど、古い枕詞のかかりかたに工夫を加えるケースも多い。
いそのかみ　ふりにしこひの　かみさびて　たたるにわれは　いぞねかねつる—よみ人しらず、『古今和歌集』巻第十九・誹諧歌
ひさかたの　ひかりのどけき　はるのひに　しづこころなく　はなのちるらむ—紀友則、同上巻第二・春歌下
『万葉集』以来の言語遊戯の例としては、「足引きの」→「足を引きながら登る」→「山」、「梓弓」→「弓の弦を張る」→「春」などの例を挙げることができる。ただし、「あしひきの」は上代特殊仮名遣の問題から、もともとは「足を引く」の意味ではなく、これは人麻呂による新しい解釈と目される。また、上代文学の例では「ちばの」「とぶとり」「そらみつ」のように三音節・四音節の枕詞も数例認められる。このことから、枕詞が五音節化するのは和歌の定型化とかかわっていると考えられる。定型化の成立が何時頃であるのかは詳らかではないが、「そらみつ」を「そらにみつ（空に満つ）」と改めたのも人麻呂と推測され（『万葉集』巻第一・29番）、枕詞の創造・再解釈に関しては、この歌人によるところが多いことは事実である。『万葉集』では概ね五音節の枕詞が使われており、7世紀頃には固定化されていったものと推測される。
なお、古代朝鮮語および漢字に起源を求めようとする論者も存在する。

## 枕詞の例
※以下五十音順。
| 枕詞                   | 読み                  | かかる句・備考                                                                         |
| ---------------------- | --------------------- | -------------------------------------------------------------------------------------- |
| 茜さす                 | あかねさす            | 日、昼、照る、紫、君                                                                   |
| 明星の                 | あかぼしの            | 明く、飽く                                                                             |
| 赤ら引く               | あからひく            | 日、朝、色、肌                                                                         |
| 秋風の                 | あきかぜの            | 吹上、山吹、千江（ちえ）                                                               |
| 秋草の                 | あきくさの            | 結ぶ                                                                                   |
| 秋津島・蜻蛉島         | あきつしま/あきづしま | 大和                                                                                   |
| 朝霞                   | あさがすみ            | ほのか、八重、春日（はるひ）、鹿火（かひ）                                             |
| 朝顔の                 | あさがほの            | 穂（ほ）                                                                               |
| 朝霧の                 | あさぎりの            | おほに、乱る、思ひまどふ、八重、立つ                                                   |
| 朝霜の                 | あさしもの            | 消（け）、消え                                                                         |
| 浅茅原                 | あさぢはら            | 小野（をの）、茅生（ちふ）、つばらつばら                                               |
| 浅茅生の               | あさぢふの            | 小野（をの）                                                                           |
| 朝露の                 | あさつゆの            | 消（け）、消え、命、わが身、おく                                                       |
| 朝鳥の                 | あさとりの            | 朝立つ、通ふ                                                                           |
| 麻裳よし               | あさもよし            | 紀（き、和歌山の「紀」に係る）、城上（きのへ                                           |
| 葦垣の                 | あしがきの            | 古る、乱る、間近し、外（ほか）、吉野（よしの）                                         |
| 葦が散る               | あしがちる            | 難波                                                                                   |
| 葦鴨の                 | あしがもの            | うち群る                                                                               |
| 葦田鶴の               | あしたづの            | 音（ね）に泣く                                                                         |
| 葦の根の               | あしのねの            | ねもころ、憂き、分く、短し                                                             |
| 足引きの               | あしびきの/あしひきの | 山、峰、尾の上（をのへなど                                                             |
| 飛鳥川                 | あすかがは            | 明日（あす）                                                                           |
| あぢさはふ             |                       | 目、夜昼知らず                                                                         |
| 䳑群の                 | あぢむらの            | さわく                                                                                 |
| 梓弓                   | あづさゆみ            | 引く、張る（はる）、射る、音、本（もと）、末（すゑ）                                   |
| 天雲の                 | あまくもの            | たゆたふ、別る                                                                         |
| 雨隠り                 | あまごもり            | 三笠                                                                                   |
| 雨衣                   | あまごろも            | 田蓑                                                                                   |
| 天離る                 | あまさかる/あまざかる | 日、鄙（ひな）、向かふ                                                                 |
| あまだむ               |                       | 軽（かる）                                                                             |
| 天伝ふ                 | あまづたふ            | 日                                                                                     |
| 高照らす               | たかてらす            | 日                                                                                     |
| 高光る                 | たかひかる            | 日                                                                                     |
| 天飛ぶや               | あまとぶや            | 雁（かり）、軽（かる）、領巾（ひれ）                                                   |
| 天の原                 | あまのはら            | ふりさけ見る、富士                                                                     |
| 天彦の                 | あまびこの            | 音（おと）                                                                             |
| 海人小舟               | あまをぶね            | 泊瀬（はつせ）、初（はつ）                                                             |
| 天降り付く             | あもりつく            | 天の香具山（かぐやま）、神の香具山                                                     |
| 荒金の                 | あらがねの            | 土（つち）                                                                             |
| 荒妙の                 | あらたへの            | 藤（ふぢ）                                                                             |
| 新玉の・荒玉の         | あらたまの            | 年、月、日 など                                                                        |
| 洗ひ衣                 | あらひぎぬ            | 取替川、鳥養川（とりかひがは）                                                         |
| 霰降り                 | あられふり            | 鹿島、杵島、きしみ、遠（とほ）                                                         |
| 荒磯波                 | ありそなみ            | 有り、在り                                                                             |
| 青雲の                 | あをくもの            | 出づ（いづ）、白                                                                       |
| 青丹よし               | あをによし            | 奈良、国内（くぬち）                                                                   |
| 青柳の                 | あをやぎの            | 糸、葛（かづら）                                                                       |
| 鯨魚取り・勇魚取り     | いさなとり            | 海、浜、灘                                                                             |
| 石上                   | いそのかみ            | 布留(ふる)、古る、降る                                                                 |
| いなのめの             |                       | 明く                                                                                   |
| 稲筵                   | いなむしろ            | 川                                                                                     |
| 石橋の・岩橋の         | いははしの            | 近し、遠し、間（ま）                                                                   |
| 石走る・岩走る         | いはばしる            | 近江（あふみ）、垂水（たるみ）、滝、神奈備（かむなび）                                 |
| 射目立てて             | いめたてて            | 跡見（とみ）                                                                           |
| 窺狙ふ                 | うかねらふ            | 跡見（とみ）                                                                           |
| 妹が着る               | いもがきる            | 三笠                                                                                   |
| 妹が袖                 | いもがそで            | 巻来（まきき）                                                                         |
| 妹に恋ひ               | いもにこひ            | あがの松原                                                                             |
| 射ゆ獣の               | いゆししの            | 心を痛み、行き死ぬ                                                                     |
| 入り日なす             | いりひなす            | 隠る（かくる）                                                                         |
| 打ち麻を               | うちそを              | 麻続、麻績（をみ）                                                                     |
| 打ち靡く               | うちなびく            | 春、草                                                                                 |
| うちひさす、うちひさつ |                       | 宮、都（みやこ）、三宅（みやけ）                                                       |
| 打ち寄する             | うちよする            | 駿河                                                                                   |
| 空蝉の                 | うつせみの            | 命、世、人、身、むなし、わびし など                                                    |
| 鶉鳴く                 | うづらなく            | 古る                                                                                   |
| 烏羽玉の               | うばたまの            | 黒、闇、夜、夢。「ぬばたまの」に同じ。                                                 |
| 味酒                   | うまさけ              | 三輪、三室、鈴鹿、神奈備（かむなび）。「味酒の」、「味酒を」という派生形もある。       |
| 埋もれ木の             | うもれぎの            | 下（した）、人知れぬ                                                                   |
| 沖つ鳥                 | おきつとり            | 鴨（かも）、味経（あぢふ）、むなみる                                                   |
| 沖つ波                 | おきつなみ            | 高し、撓む（とをむ）、立つ                                                             |
| 沖つ藻の               | おきつもの            | 名張、靡く                                                                             |
| 置く露の               | おくつゆの            | たま、かかる                                                                           |
| 奥山の                 | おくやまの            | 真木（まき）、立木（たつき）                                                           |
| 押し照る               | おしてる              | 難波。「押し照るや」とも。                                                             |
| 大君の                 | おほきみの            | 三笠                                                                                   |
| 大口の                 | おほくちの            | 真神（まかみ）                                                                         |
| 大伴の                 | おほともの            | 見つ                                                                                   |
| 大鳥の                 | おほとりの            | 羽易（はがひ）                                                                         |
| 大船の                 | おほぶねの/おほふねの | 頼み、たゆたふ、ゆくらゆくら、ゆた、津、渡り、香取                                     |
| 鏡なす                 | かがみなす            | 思ふ、見（み）                                                                         |
| 掻き数ふ               | かきかぞふ            | 二（ふた）                                                                             |
| 杜若・燕子花           | かきつばた            | 匂ふ、につらふ、さき                                                                   |
| 陽炎の                 | かぎろひの            | 春、燃ゆ                                                                               |
| 鹿児自物               | かこじもの            | 一人、一人子                                                                           |
| 樫の実の               | かしのみの            | 一人、一つ                                                                             |
| 片糸の                 | かたいとの            | よる、あふ、くる、伏し                                                                 |
| 神垣の                 | かみがきの            | 三室（みむろ）                                                                         |
| 神風の                 | かみかぜの/かむかぜの | 伊勢                                                                                   |
| 神風や                 | かみかぜや            | 伊勢、五十鈴川、山田の原、玉串の葉                                                     |
| 唐衣・韓衣             | からころも            | 着る（きる）、裁つ（たつ）、はる、袖、裾、褄（つま）、紐（ひも）                       |
| 唐錦                   | からにしき            | 裁つ（たつ）、織る（おる）                                                             |
| 刈り菰の               | かりこもの            | 乱る                                                                                   |
| 刈る萱の               | かるかやの            | 穂（ほ）、乱る                                                                         |
| 君が着る               | きみがきる            | 三笠                                                                                   |
| 君が差す               | きみがさす            | 三笠                                                                                   |
| 肝向かふ               | きもむかふ            | 心                                                                                     |
| 草枕                   | くさまくら            | 旅、度、結ふ（ゆふ）、夕（ゆふ）、結ぶ、仮、露、多胡                                   |
| 釧着く                 | くしろつく            | 手節（たふし）                                                                         |
| 葛の葉の               | くずのはの            | うら、恨み                                                                             |
| 曇り夜の               | くもりよの            | たどきも知らず、惑ふ、あがしたばへ                                                     |
| 雲居なす               | くもゐなす            | 遠く、心                                                                               |
| 呉竹の                 | くれたけの            | 節（ふし）、よる、言の葉、むなし                                                       |
| 紅の                   | くれなゐの            | 色、うつし、ふりいづ、あさ                                                             |
| 呉織・呉服             | くれはとり/くれはどり | 綾（あや）                                                                             |
| 黒髪の                 | くろかみの            | 乱る、別る、長し                                                                       |
| 言喧く                 | ことさへく            | 唐、韓（から）、百済（くだら）。「ことさやぐ」とも。                                   |
| 木の暗の               | このくれの            | しげし                                                                                 |
| 高麗剣                 | こまつるぎ            | 輪（わ）                                                                               |
| 高麗錦                 | こまにしき            | 紐                                                                                     |
| 薦枕                   | こもまくら            | たか、し                                                                               |
| 隠りくの               | こもりくの            | 泊瀬（はつせ）                                                                         |
| 隠り沼の               | こもりぬの            | 下                                                                                     |
| 小余綾の               | こゆるぎの/こよろぎの | 磯（いそ）、急ぐ                                                                       |
| 児等が手を             | こらがてを            | 巻向山                                                                                 |
| 衣手の                 | ころもでの            | た、ま、別る、かへる                                                                   |
| 坂鳥の                 | さかどりの            | 朝越ゆ                                                                                 |
| 三枝の                 | さきくさの            | なか、みつ                                                                             |
| 割き竹の               | さきたけの            | 背向（そがひ）、とをを                                                                 |
| 桜麻の                 | さくらあさの          | 苧生（をふ）                                                                           |
| 狭衣の                 | さごろもの            | 小（を）                                                                               |
| 細蟹の                 | ささがにの            | 雲、曇る、糸、厭ふ（いとふ）、今、命                                                   |
| 細波の                 | さざなみの            | 近江、大津、志賀、なみ、寄り（より）、夜 など。「さざなみや」とも。                    |
| 細波                   | さざれなみ            | 立つ                                                                                   |
| 刺す竹の               | さすたけの/さすだけの | 君、皇子（みこ）、大宮、舎人（とねり）                                                 |
| 猟人の                 | さつひとの            | 弓月が岳（ゆつきがたけ）                                                               |
| 真葛                   | さなかづら/さねかづら | のちもあふ                                                                             |
| さ丹つらふ             | さにつらふ            | 君、妹（いも）、黄葉（もみち）                                                         |
| さねさし               |                       | 相模                                                                                   |
| 五月蠅なす             | さばへなす            | 騒く、荒ぶる                                                                           |
| 囀らふ                 | さひづらふ            | 漢女（あやめ）                                                                         |
| 小百合花               | さゆりばな            | 後（ゆり）                                                                             |
| 小牡鹿の               | さをしかの            | 入野（いりの）                                                                         |
| 敷島の                 | しきしまの            | 大和（やまと）、日本、世                                                               |
| 敷妙の                 | しきたへの            | 床（とこ）、枕、衣、袖、袂（たもと）、黒髪、家                                         |
| 倭文手纏               | しづたまき            | いやしき、数にもあらぬ                                                                 |
| 息長鳥                 | しながどり            | 猪名（ゐな）、安房（あは）                                                             |
| 階離る                 | しなざかる            | 越（こし）                                                                             |
| 級照るや               | しなてるや            | 片岡山、片足羽川（かたしはがは）、鳰の湖（にほのうみ）。「しなてる/しなでる」とも。    |
| 潮舟の                 | しほぶねの            | 並ぶ、置く                                                                             |
| 島つ鳥                 | しまつとり            | 鵜                                                                                     |
| しもと結ふ             | しもとゆふ            | 葛（かづら）                                                                           |
| 白雲の                 | しらくもの            | たつ、絶ゆ                                                                             |
| 白菅の                 | しらすげの            | 真野                                                                                   |
| 白玉の                 | しらたまの            | 緒絶の橋（をだえのばし）、姨捨山（をばすてやま）                                       |
| 白露の                 | しらつゆの            | たま、おく                                                                             |
| 白鳥の                 | しらとりの            | 鷺（さぎ）、飛ぶ                                                                       |
| 白波の                 | しらなみの            | よる、いちしろし、かへる                                                               |
| 白縫                   | しらぬひ              | 筑紫                                                                                   |
| 白真弓・白檀弓         | しらまゆみ            | 射る（いる）、張る（はる）、引く（ひく）、かへる                                       |
| 白妙の・白栲の         | しろたへの            | 衣（ころも）、袖、袂、紐、領巾（ひれ）、雪、雲、波、浜、木綿（ゆう）、藤（ふぢ）、富士 |
| 菅の根の               | すがのねの            | 長き、乱る、ねもころ、絶ゆ                                                             |
| 墨染めの               | すみぞめの            | 夕べ、たそがれ、くら                                                                   |
| 空数ふ                 | そらかぞふ            | 大（おほ）、大津、大坂                                                                 |
| そらにみつ、そらみつ   |                       | 大和                                                                                   |
| 高座の                 | たかくらの            | 三笠                                                                                   |
| 高砂の                 | たかさごの            | 待つ（まつ）、尾の上（をのへ）                                                         |
| 高知るや               | たかしるや            | 天の御蔭（あめのみかげ）                                                               |
| 高行くや               | たかゆくや            | はやぶさ                                                                               |
| 滝つ瀬の               | たきつせの/たぎつせの | はやし                                                                                 |
| 栲綱の                 | たくづのの            | しら、しろ                                                                             |
| 栲縄の                 | たくなはの            | 長き、千尋（ちひろ）                                                                   |
| 栲領巾の               | たくひれの            | 白、鷺（さぎ）、かけ                                                                   |
| 栲衾                   | たくぶすま            | しら                                                                                   |
| たたなづく             |                       | 青垣、柔膚（にきはだ）                                                                 |
| 畳薦                   | たたみこも            | 平群（へぐり）                                                                         |
| 玉垣の                 | たまがきの            | 三津（みつ）、うち                                                                     |
| 玉かぎる               | たまかぎる            | 磐垣淵、夕、ほのか、日                                                                 |
| 玉勝間                 | たまかつま            | あふ、しま                                                                             |
| 玉葛                   | たまかづら            | はふ、繰る、長し                                                                       |
| 魂極る                 | たまきはる            | 命、世、わ、うち                                                                       |
| 玉櫛笥                 | たまくしげ            | ふた、身、みもろ、あく、ひらく、覆ふ、奥に思ふ など                                    |
| 玉釧                   | たまくしろ            | 巻く、手に取り持つ                                                                     |
| 玉襷                   | たまだすき            | うね、かく、雲                                                                         |
| 玉垂れの               | たまだれの            | 緒（を）、みす、透く（すく）、たれ                                                     |
| 玉梓の                 | たまづさの            | 使ひ、妹                                                                               |
| 玉の緒の               | たまのをの            | 長し、短し、絶ゆ、継ぐ、乱る、うつし、命 など                                          |
| 玉鉾の                 | たまぼこの/たまほこの | 道、里、枕                                                                             |
| 玉藻刈る               | たまもかる            | 沖、敏馬（みぬめ）、乙女（をとめ）、辛荷（からに）                                     |
| 玉藻なす               | たまもなす            | 浮かぶ、寄る、なびく                                                                   |
| 玉藻よし               | たまもよし            | 讃岐                                                                                   |
| 垂乳根の               | たらちねの            | 母、親                                                                                 |
| 乳の実の               | ちちのみの            | 父                                                                                     |
| 千葉の                 | ちばの                | 葛（かづ）、葛野（かどの）                                                             |
| 千早振る               | ちはやぶる            | 神、宇治（うぢ）                                                                       |
| 栂の木の               | つがのきの            | つぎつぎ                                                                               |
| 月草の                 | つきくさの            | うつる、仮（かり）、消ぬ（けぬ）                                                       |
| つぎねふや             |                       | 山城（やましろ）                                                                       |
| 躑躅花                 | つつじばな            | 匂ふ（にほふ）                                                                         |
| 津の国の               | つのくにの            | 難波（なには）、ながす、こや、ながら、見つ、まろや                                     |
| つのさはふ             |                       | 石（いは）                                                                             |
| 妻籠もる・夫籠もる     | つまごもる            | 小佐保（をさほ）、屋上の山（やかみのやま）                                             |
| 露霜の                 | つゆじもの/つゆしもの | 消（け）、置く、秋                                                                     |
| 剣太刀                 | つるぎたち            | 身に添ふ、とぐ、斎ふ（いはふ）、な                                                     |
| 解き衣の               | ときぎぬの            | 乱る                                                                                   |
| 時つ風                 | ときつかぜ            | 吹飯（ふけひ）                                                                         |
| 飛ぶ鳥の               | とぶとりの            | 明日香（あすか）、早く                                                                 |
| 遠つ人                 | とほつひと            | 松（まつ）、雁（かり）                                                                 |
| 灯火の                 | ともしびの            | 明石                                                                                   |
| 鶏が鳴く               | とりがなく            | 東（あづま）                                                                           |
| 投ぐる箭の             | なぐるさの            | 遠ざかる                                                                               |
| 夏草の                 | なつくさの            | 野島、しげし、深し、かりそめ、思ひしなゆ など                                          |
| 夏衣                   | なつごろも            | 薄し（うすし）、一重（ひとへ）、裁つ（たつ）                                           |
| 夏麻引く               | なつさびく            | う、うな、命                                                                           |
| 生黄泉の               | なまよみの            | 甲斐（かひ）                                                                           |
| 弱竹の                 | なよたけの            | とをよる、よ、節（ふし）                                                               |
| 鳴る神の               | なるかみの            | 音羽（おとは）                                                                         |
| 行潦                   | にわたづみ            | 川、流る                                                                               |
| 庭つ鳥                 | にわつとり            | 鶏（かけ）                                                                             |
| 鳰鳥の                 | にほどりの            | 葛飾（かづしか）、なづさふ、並ぶ、息長（おきなが）                                     |
| 鵼鳥の                 | ぬえどりの            | のどよふ、うらなげ、片恋                                                               |
| 射干玉の               | ぬばたまの/むばたまの | 黒、髪、夜、夕べ、月、夢 など。「うばたまの」に同じ。                                  |
| 梯立ての               | はしだての            | くら、くま、嶮し（さがし）                                                             |
| 旗薄                   | はたすすき            | 穂（ほ）、うら。「はだすすき」、「はなすすき」とも。                                   |
| 花細し                 | はなぐはし            | 桜、葦                                                                                 |
| 唐棣色の               | はねずいろの          | 移ろひやすし                                                                           |
| 柞葉の                 | ははそばの            | 母                                                                                     |
| 這う葛の               | はふくずの            | 遠長し、絶えず、のちもあふ                                                             |
| 這う蔦の               | はふつたの            | 己が向き向き、別る                                                                     |
| 春霞                   | はるがすみ            | 春日（かすが）、立つ、おぼ、井の上（ゐのへ）                                           |
| 春草の                 | はるくさの            | しげし、めづらし                                                                       |
| 春花の                 | はるはなの            | 匂ふ（にほふ）、めづらし、貴し（たふとし）、うつろふ                                   |
| 春日                   | はるひ/はるび         | 春日（かすが）。「はるひの/はるびの」、「はるひを/はるびを」とも。                     |
| 久方の                 | ひさかたの            | 天（あめ、あま）、雨、月、雲、空、光 など                                              |
| ひな曇り               | ひなくもり            | 碓氷（うすひ）                                                                         |
| 日の下の               | ひのもとの            | 草香（くさか）                                                                         |
| 日の本の               | ひのもとの            | 大和                                                                                   |
| 深海松の               | ふかみるの            | 深む、見る                                                                             |
| 藤波の                 | ふぢなみの            | 思ひもとほり、並、よる、たつ                                                           |
| 冬籠り                 | ふゆごもり            | 春、張る                                                                               |
| 降る雪の               | ふるゆきの            | 消（け）、白、いちしろし                                                               |
| 時鳥・杜鵑             | ほととぎす            | 飛ぶ、とば                                                                             |
| 真金吹く               | まがねふく            | 吉備、丹生（にふ）                                                                     |
| 真木割く               | まきさく              | 桧（ひ）                                                                               |
| 真木柱                 | まきばしら            | 太し                                                                                   |
| 真菰刈る               | まこもかる            | 大野川原、淀                                                                           |
| 益荒男の・丈夫の       | ますらをの            | 手結が浦（たゆひがうら）                                                               |
| 真澄鏡・真十鏡         | まそかがみ            | 見る、懸く、床（とこ）、磨ぐ（とぐ）、清し、照る、面影、蓋（ふた）                     |
| 松が根の               | まつがねの            | 待つ、絶ゆる事なく                                                                     |
| 眉引きの               | まよびきの            | 横山                                                                                   |
| 御食向かふ             | みけむかふ            | 淡路                                                                                   |
| 御心を                 | みこころを            | 広田、長田、吉野                                                                       |
| 水薦刈る               | みこもかる            | 信濃                                                                                   |
| 水篶刈る               | みすずかる            | 信濃                                                                                   |
| 瑞垣の                 | みづがきの            | 神、久し                                                                               |
| 水茎の                 | みづくきの            | 水城（みづき）、岡（をか）                                                             |
| 三つ栗の               | みつぐりの            | 中、那賀（なか）                                                                       |
| 水鳥の                 | みづとりの            | 浮き、立つ、鴨、賀茂（かも）、青（あを）                                               |
| みつみつし             |                       | 久米（くめ）                                                                           |
| 水無瀬川               | みなせがは            | 下                                                                                     |
| 蜷の腸                 | みなのわた            | か黒し                                                                                 |
| 武蔵鐙                 | むさしあぶみ          | さすが、ふみ、踏む（ふむ）                                                             |
| 群肝の・村肝の         | むらぎもの/むらきもの | 心                                                                                     |
| 群玉の                 | むらたまの            | 枢（くる）                                                                             |
| 群鳥の                 | むらどりの            | 立つ、むら立つ、朝立つ                                                                 |
| 望月の                 | もちづきの            | 満る、足れる、めづらし                                                                 |
| 黐鳥の                 | もちどりの            | かからはし                                                                             |
| 武士の                 | もののふの            | 八十（やそ）、五十（い）、矢（や）、磐瀬（いはせ）                                     |
| 紅葉の・黄葉の         | もみぢばの            | 移る、過ぐ、朱（あけ）                                                                 |
| 百敷の                 | ももしきの            | 大宮                                                                                   |
| 百足らず               | ももたらず            | 八十（やそ）、五十（い）                                                               |
| 百伝ふ                 | ももづたふ            | 八十（やそ）、五十（い）、渡る、津、磐余（いはれ）                                     |
| 焼き太刀の             | やきたちの            | 利（と）、へつかふ                                                                     |
| 八雲立つ               | やくもたつ            | 出雲。「八雲さす」、「やつめさす」とも。                                               |
| 焼き太刀の             | やきたちの            | 利（と）、へつかふ                                                                     |
| 八隅知し・安見知し     | やすみしし            | わが大君                                                                               |
| 八百丹よし             | やほによし            | 築く                                                                                   |
| 山川の                 | やまがはの            | あさ、音（おと）、たぎつ、はやし、流る                                                 |
| 山菅の                 | やますげの            | 実（み）、乱る、背向（そがひ）、止まず                                                 |
| 山たづの               | やまたづの            | 迎ふ                                                                                   |
| 行く川の               | ゆくかはの            | 過ぐ                                                                                   |
| 行く船の               | ゆくふねの            | 過ぐ                                                                                   |
| 行く鳥の               | ゆくとりの            | 争ふ、群がる                                                                           |
| 行く水の               | ゆくみづの            | 過ぐ、とどめかぬ                                                                       |
| 木綿襷                 | ゆふだすき            | かく、結ぶ                                                                             |
| 木綿畳                 | ゆふだたみ            | 手向（たむけ）、た                                                                     |
| 木綿花の               | ゆふはなの            | 栄ゆ（さかゆ）                                                                         |
| 夕月夜                 | ゆふづくよ            | 暁闇（あかときやみ）、小倉（をぐら）、入る（いる）、いり                               |
| 長庚の・夕星の         | ゆふつづの            | 夕べ、か行きかく行き                                                                   |
| 若草の                 | わかくさの            | 夫、妻（つま）、新（にひ）、若、思ひつく                                               |
| 若菰を                 | わかごもを            | 刈る（かる）、かり                                                                     |
| 我が畳                 | わがたたみ            | 三重（みへ）                                                                           |
| 吾妹子に               | わぎもこに            | 楝（あふち）、近江（あふみ）、逢坂山（あふさかやま）、淡路（あはぢ）                   |
| 吾妹子を               | わぎもこを            | いざみの山、早み                                                                       |
| 海の底                 | わたのそこ            | 沖                                                                                     |
| 居待ち月               | ゐまちづき            | 明石                                                                                   |
| 鴛鴦の                 | をしどりの            | 憂き                                                                                   |
| 小楯                   | をだて                | 大和                                                                                   |